# Цариградски сабор (394)
Цариградски сабор (394) је био помесни сабор Православне цркве, који је одржан 394. године у Цариграду. Сабор се бавио различитим питањима црквене дисциплине. Сачуван је одломак из акта овог сабора, који је касније прихваћен као канон овог сабора.